# Merluccius paradoxus
Merluccius paradoxus är en fiskart som beskrevs av Franca, 1960. Merluccius paradoxus ingår i släktet Merluccius och familjen kummelfiskar. Inga underarter finns listade i Catalogue of Life.